# Volmolen (Hoeselt)
De Volmolen (ook: Akermolen, Housseltmolen en Molen op den Pas ter Huelstraeten genaamd) is een watermolen op de Demer te Hoeselt, gelegen aan de Broekstraat 22 aldaar.
Reeds vóór 1300 was er sprake van een watermolen op deze plaats. Omstreeks 1680 werd de Demer verlegd en dreef deze bovenslagmolen zowel een volmolen en een korenmolen aan. In 1761 werden de gebouwen gerenoveerd en ook later vonden er nog diverse verbouwingen plaats. In 1840 was de molen deels van hout, deels van steen en was het debiet zodanig dat de molen zeer rendabel functioneerde. Uiteindelijk werd de molen nog slechts als korenmolen ingezet.
In latere jaren raakte de molen ernstig in verval, niettegenstaande hij in 1986 werd beschermd als monument. Er bestaan echter concrete restauratieplannen. Het maalwerk is nog aanwezig, maar van de vol-installatie is niets meer overgebleven.
- Inventaris van het Bouwkundig Erfgoed (Vlaanderen): 775